# Atari 400
O Atari 400 foi um microcomputador desenvolvido pela Atari e que tinha crianças como público-alvo. Embora fosse um equipamento avançado para a época, com coprocessadores para gráficos e som, tinha uma capacidade de expansão menor que a de seu "irmão maior", o Atari 800, lançado na mesma época.

## Características
- Teclado: membrana
- Display:
  - 24 X 40 texto
  - 320 x 192 monocromático
  - 160 x 96 com 128 cores
- Expansão:
  - 2 slots internos
  - 1 slot para cartucho
- Portas:
  - 4 portas de controle
  - 1 saída para TV
- Armazenamento:
  - Drive de disquete externo
  - Gravador de cassete